# V927 Геркулеса
V927 Геркулеса (лат. V927 Herculis), HD 234366 — двойная звезда в созвездии Геркулеса на расстоянии приблизительно 1843 световых лет (около 565 парсек) от Солнца. Видимая звёздная величина звезды — от +10,24m до +10,11m.

## Характеристики
Первый компонент — жёлто-белая пульсирующая переменная звезда типа Дельты Щита (DSCT) спектрального класса F4, или F5V*, или F5. Масса — около 2,104 солнечной, радиус — около 3,181 солнечного, светимость — около 23,082 солнечной. Эффективная температура — около 6996 K.
Второй компонент — коричневый карлик. Масса — около 22,34 юпитерианской. Удалён в среднем на 1,916 а.е..